# Campeonato Europeu de Atletismo em Pista Coberta de 2023 - Salto em distância feminino
A prova do salto em distância feminino do Campeonato Europeu de Atletismo em Pista Coberta de 2023 foi disputada nos dias 4 e 5 de março de 2023 na Ataköy Athletics Arena, em Istambul, na Turquia.

## Recordes
Antes desta competição, os recordes mundiais e do campeonato nesta prova eram os seguintes:
|                       | Nome            | Nacionalidade     | Distância | Local     | Data                    |
| --------------------- | --------------- | ----------------- | --------- | --------- | ----------------------- |
| Recorde mundial       | Heike Drechsler | Alemanha Oriental | 7m 37cm   | Viena     | 13 de fevereiro de 1988 |
| Recorde europeu       | Heike Drechsler | Alemanha Oriental | 7m 37cm   | Viena     | 13 de fevereiro de 1988 |
| Recorde do campeonato | Heike Drechsler | Alemanha Oriental | 7m 30cm   | Budapeste | 5 de março de 1988      |

## Medalhistas
| Ouro                 | Prata                   | Bronze             |
| Jazmin Sawyers (GBR) | Larissa Iapichino (ITA) | Ivana Vuleta (SRB) |

## Cronograma
Todos os horários são locais (UTC +3).
| Data       | Hora  | Evento       |
| ---------- | ----- | ------------ |
| 4 de março | 11:10 | Qualificação |
| 5 de março | 19:50 | Final        |

## Resultados

### Qualificação
Qualificação: 6,65 m (Q) ou os 8 melhores qualificados (q). 
| Posição | Atleta             | Nacionalidade | #1   | #2   | #3   | Resultados | Notas                |
| ------- | ------------------ | ------------- | ---- | ---- | ---- | ---------- | -------------------- |
| 1       | Ivana Vuleta       | Sérvia        | 6.98 |      |      | 6.98       | Q, EL                |
| 2       | Malaika Mihambo    | Alemanha      | 6.41 | 6.62 | 6.87 | 6.87       | Q,                   |
| 3       | Khaddi Sagnia      | Suécia        | 6.53 | x    | 6.74 | 6.74       | Q,                   |
| 4       | Jazmin Sawyers     | Grã-Bretanha  | 6.71 |      |      | 6.71       | Q                    |
| 5       | Annik Kälin        | Suíça         | 6.50 | 6.70 |      | 6.70       | Q,                   |
| 6       | Larissa Iapichino  | Itália        | 6.62 | 6.66 |      | 6.66       | Q                    |
| 7       | Evelise Veiga      | Portugal      | 6.32 | 6.40 | 6.53 | 6.53       | q,                   |
| 8       | Alina Rotaru       | Roménia       | 6.43 | 6.29 | 6.52 | 6.52       | q                    |
| 9       | Milica Gardašević  | Sérvia        | 6.37 | 6.51 | 6.46 | 6.51       |                      |
| 10      | Fátima Diame       | Espanha       | x    | 6.48 | 5.72 | 6.48       |                      |
| 11      | Tiphaine Mauchant  | França        | 6.37 | 6.43 | 6.43 | 6.43       |                      |
| 12      | Diana Lesti        | Hungria       | x    | 6.40 | 6.38 | 6.40       | Recorde da temporada |
| 13      | Mikaelle Assani    | Alemanha      | x    | 6.23 | 6.38 | 6.38       |                      |
| 14      | Florentina Iusco   | Roménia       | x    | 6.27 | 6.37 | 6.37       |                      |
| 15      | Filippa Fotopoulou | Chipre        | 6.36 | 6.28 | 6.11 | 6.36       |                      |
| 16      | Jogailė Petrokaitė | Lituânia      | 6.00 | 6.22 | 6.26 | 6.26       |                      |
| 17      | Plamena Mitkova    | Bulgária      | 6.24 | 6.25 | x    | 6.25       |                      |
| 99      | Maryse Luzolo      | Alemanha      |      |      |      | DNS        |                      |

### Final
A final aconteceu às 19:50 no dia 5 de março de 2023.
| Posição           | Atleta            | Nacionalidade | #1   | #2   | #3   | #4   | #5   | #6   | Resultados | Notas                                  |
| ----------------- | ----------------- | ------------- | ---- | ---- | ---- | ---- | ---- | ---- | ---------- | -------------------------------------- |
| Medalha de ouro   | Jazmin Sawyers    | Grã-Bretanha  | 6.70 | x    | x    | 6.76 | 7.00 | 6.84 | 7.00       | Melhor marca do ano · Recorde nacional |
| Medalha de prata  | Larissa Iapichino | Itália        | 6.64 | 6.74 | 6.77 | 6.75 | 6.91 | 6.97 | 6.97       | Recorde nacional                       |
| Medalha de bronze | Ivana Vuleta      | Sérvia        | 6.76 | 6.79 | 6.66 | 6.77 | 6.91 | 6.90 | 6.91       |                                        |
| 4                 | Malaika Mihambo   | Alemanha      | 6.67 | x    | x    | 6.83 | 6.82 | x    | 6.83       |                                        |
| 5                 | Alina Rotaru      | Roménia       | 6.49 | 6.54 | 6.50 | x    | 6.48 | 6.62 | 6.62       |                                        |
| 6                 | Annik Kälin       | Suíça         | 6.61 | 6.35 | 6.43 | 6.60 | 6.54 | 6.50 | 6.61       |                                        |
| 7                 | Khaddi Sagnia     | Suécia        | x    | 4.50 | 6.57 | x    | x    | 6.57 | 6.57       |                                        |
| 8                 | Evelise Veiga     | Portugal      | x    | 5.24 | 6.36 | 6.11 | 6.07 | 6.19 | 6.36       |                                        |

Legenda
| Recorde mundial       | Recorde mundial (World record)               |                       | Recorde africano                      | Recorde africano (African) |                                           | Q | Classificado por posição (Qualified) |
| Recorde do campeonato | Recorde do campeonato (Championship record)  | Recorde da América    | Recorde da América (Americas)         | q                          | Classificado por melhor tempo (Qualified) |   |                                      |
| Melhor marca do ano   | Melhor marca do ano (World leading)          | Recorde asiático      | Recorde asiático (Asian)              | DNS                        | Não largou (Did not start)                |   |                                      |
| Recorde nacional      | Recorde nacional (National record)           | Recorde europeu       | Recorde europeu (European)            | DNF                        | Não terminou (Did not finish)             |   |                                      |
| Recorde pessoal       | Recorde pessoal do atleta (Personal best)    | Recorde da Oceania    | Recorde da Oceania (Oceania)          | DSQ / DQ                   | Desclassificado (Disqualified)            |   |                                      |
| Recorde da temporada  | Recorde da temporada do atleta (Season best) | Recorde sul-americano | Recorde sul-americano (South America) | NM                         | Sem marca (No mark)                       |   |                                      |